# Kim Myŏng Guk
Kim Myŏng Guk, również Kim Myong Guk (kor. 김명국, ur. 1940, zm. 28 listopada 2016) – północnokoreański polityk i czterogwiazdkowy generał (kor. 대장) Koreańskiej Armii Ludowej. Ze względu na przynależność do najważniejszych gremiów politycznych Korei Północnej, uznawany za członka ścisłej elity władzy KRLD. 

## Kariera
Kim Myŏng Guk urodził się w 1940 roku. Absolwent Akademii Wojskowej im. Kim Ir Sena, studiował także na Akademii im. Michaiła Frunzego w Moskwie.
W czerwcu 1989 roku mianowany zastępcą członka Komitetu Centralnego Partii Pracy Korei. Deputowany XII kadencji Najwyższego Zgromadzenia Ludowego KRLD, parlamentu KRLD, od marca 2009 roku do listopada 2016. Mandat parlamentarzysty sprawował także w IX i X kadencji NZL, tj. od kwietnia 1990 do września 2003 roku.
Na trzygwiazdkowego generała (kor. 상장) awansowany w kwietniu 1992, a na czterogwiazdkowego – dwa lata później, w kwietniu 1994 roku. W tym samym roku po raz pierwszy został szefem Dowództwa Operacyjnego w Sztabie Generalnym Koreańskiej Armii Ludowej. W lutym 1995 roku po raz pierwszy zasiadł w najważniejszym organie Partii Pracy Korei odpowiedzialnym za sprawy wojskowe, w Centralnej Komisji Wojskowej KC PPK. We wrześniu 1997 został dowódcą 5. Korpusu KAL.
Od kwietnia 2007 roku, po raz drugi pełnił funkcję operacyjnego dowódcy sił zbrojnych Korei Północnej. Podczas 3. Konferencji Partii Pracy Korei 28 września 2010 roku został po raz drugi mianowany członkiem CKW, a także po raz pierwszy zasiadł w samym Komitecie Centralnym (wcześniej od czerwca 1989 roku był jedynie zastępcą członka KC).
Po śmierci Kim Dzong Ila w grudniu 2011 roku, Kim Myŏng Guk znalazł się na 57. miejscu w 233-osobowym Komitecie Żałobnym. Świadczyło to o formalnej i faktycznej przynależności Kim Myŏng Guka do grona ścisłego kierownictwa politycznego Koreańskiej Republiki Ludowo-Demokratycznej. Według specjalistów, miejsca na listach tego typu określały rangę polityka w hierarchii aparatu władzy.

## Odznaczenia
Kawaler Orderu Kim Dzong Ila (luty 2012).